# Hidetaka Miyazaki
Hidetaka Miyazaki (宮崎 英高, Miyazaki Hidetaka, nascido por volta de 1974–1975) é um diretor de jogos eletrônicos japonês, projetista, escritor e executivo da FromSoftware. Ele originalmente ingressou na empresa em 2004 como designer para a série Armored Core, antes de se tornar mais conhecido por criar a série Souls. Ele foi promovido a presidente da empresa em 2014 e também atua como seu diretor representante. Outros jogos notáveis em que trabalhou incluem Bloodborne, Sekiro: Shadows Die Twice e Elden Ring.
As influências de Miyazaki vão desde os trabalhos de vários romancistas, mangakás e outros designers de jogos como Fumito Ueda e Yuji Horii, bem como a arquitetura asiática e europeia. Os jogos de Miyazaki, particularmente a série Souls, muitas vezes invocam o uso de alta dificuldade e uma grande quantidade de cenários e informações de personagens fornecidas por meio de flavor text e narrativas visuais. Seu trabalho na série Souls foi visto como uma grande influência, com ele ganhando prêmios e sendo citado como um auteur de jogos eletrônicos.

## Carreira
Depois de se formar na Universidade Keio em ciências sociais, Miyazaki começou a trabalhar como gerente de contas para a Oracle Corporation, com sede nos Estados Unidos. Por recomendação de um amigo, Miyazaki começou a jogar o jogo eletrônico Ico de 2001, fazendo com que ele considerasse uma mudança de carreira para um designer de jogos. Aos 29 anos, no entanto, Miyazaki notou que poucas empresas de jogos o empregavam, sendo uma das poucas a FromSoftware, onde Miyazaki começou a trabalhar como planejador em Armored Core: Last Raven em 2004, juntando-se ao desenvolvimento do jogo no meio do caminho. Mais tarde, ele dirigiu Armored Core 4 e sua sequência direta, Armored Core: For Answer.
Ao saber sobre o que mais tarde se tornou Demon's Souls, Miyazaki ficou animado com a perspectiva de um RPG de ação de fantasia e se ofereceu para ajudar. O projeto, até que Miyazaki fosse designado para ele, foi considerado um fracasso pela empresa, com Miyazaki afirmando: "Achei que se pudesse encontrar uma maneira de assumir o controle do jogo, poderia transformá-lo em qualquer coisa que quisesse. O melhor de tudo, se minhas ideias falhassem, ninguém se importaria – já era um fracasso." Embora o jogo tenha sido recebido negativamente na Tokyo Game Show 2009 e vendido muito abaixo das expectativas após o lançamento, ele começou a melhorar depois de alguns meses e logo encontrou publicadoras dispostas a lançar o título fora do Japão. Após o lançamento e sucesso do sucessor espiritual do jogo, Dark Souls, em 2011, Miyazaki foi promovido ao cargo de presidente da empresa em maio de 2014. No Japão, era inédito para uma pessoa mudar de carreira e se tornar presidente da empresa em dez anos.
Após o lançamento da edição Prepare to Die de Dark Souls em agosto de 2012, a Sony Computer Entertainment abordou a FromSoftware sobre o desenvolvimento cooperativo de um novo título. Miyazaki perguntou sobre a possibilidade de desenvolver um jogo para consoles de oitava geração, e o conceito de Bloodborne foi desenvolvido a partir daí. Não havia conexões de história ou cenário com os jogos anteriores da FromSoftware, embora Miyazaki tenha admitido que ele carregava o "DNA" de Demon's Souls e seu level design específico. O desenvolvimento foi paralelo ao de Dark Souls II, que Miyazaki supervisionou apenas porque não conseguiu dirigir os dois jogos simultaneamente.
Após o lançamento de Bloodborne em março de 2015, Miyazaki retornou à série Souls como diretor de Dark Souls III (2016), com a assistência dos diretores de Steel Battalion: Heavy Armor e Dark Souls II, Isamu Okano e Yui Tanimura, respectivamente. Após o seu lançamento, Miyazaki declarou suas intenções de parar pessoalmente o desenvolvimento da série Souls. Seus próximos dois projetos foram o jogo de realidade virtual (VR) Déraciné, de 2018, e o jogo de ação-aventura Sekiro: Shadows Die Twice, de 2019. Na cerimônia de premiação Golden Joystick Awards de 2018, ele recebeu o prêmio "Lifetime Achievement" por suas contribuições para a indústria de jogos eletrônicos. O prêmio foi entregue a ele por Ian Livingstone e Steve Jackson, duas de suas influências de design. Miyazaki também dirigiu Elden Ring, de 2022, escrito em colaboração com o autor da série A Song of Ice and Fire, George R. R. Martin.

## Obras
| Ano  | Título                    | Função            |
| ---- | ------------------------- | ----------------- |
| 2005 | Armored Core: Last Raven  | Planejador        |
| 2006 | Armored Core 4            | Diretor           |
| 2008 | Armored Core: For Answer  | Diretor           |
| 2009 | Demon's Souls             | Diretor           |
| 2011 | Dark Souls                | Diretor, produtor |
| 2014 | Dark Souls II             | Supervisor        |
| 2015 | Bloodborne                | Diretor           |
| 2016 | Dark Souls III            | Diretor           |
| 2018 | Déraciné                  | Diretor           |
| 2019 | Sekiro: Shadows Die Twice | Diretor           |
| 2022 | Elden Ring                | Diretor           |